# سامان محمدبکوف
سامان محمدبکوف (زاده ۲۴ مارس ۱۹۹۹) جودوکار تاجیکستانی است.
او یکی از برندگان مدال برنز جودو گرند اسلم اوزاکا در وزن ۷۳ کیلوگرم در وزن ۷۳ کیلوگرم است و در بازی‌های المپیک تابستانی ۲۰۲۰ شرکت کرده‌است.